# 行政官邸大楼

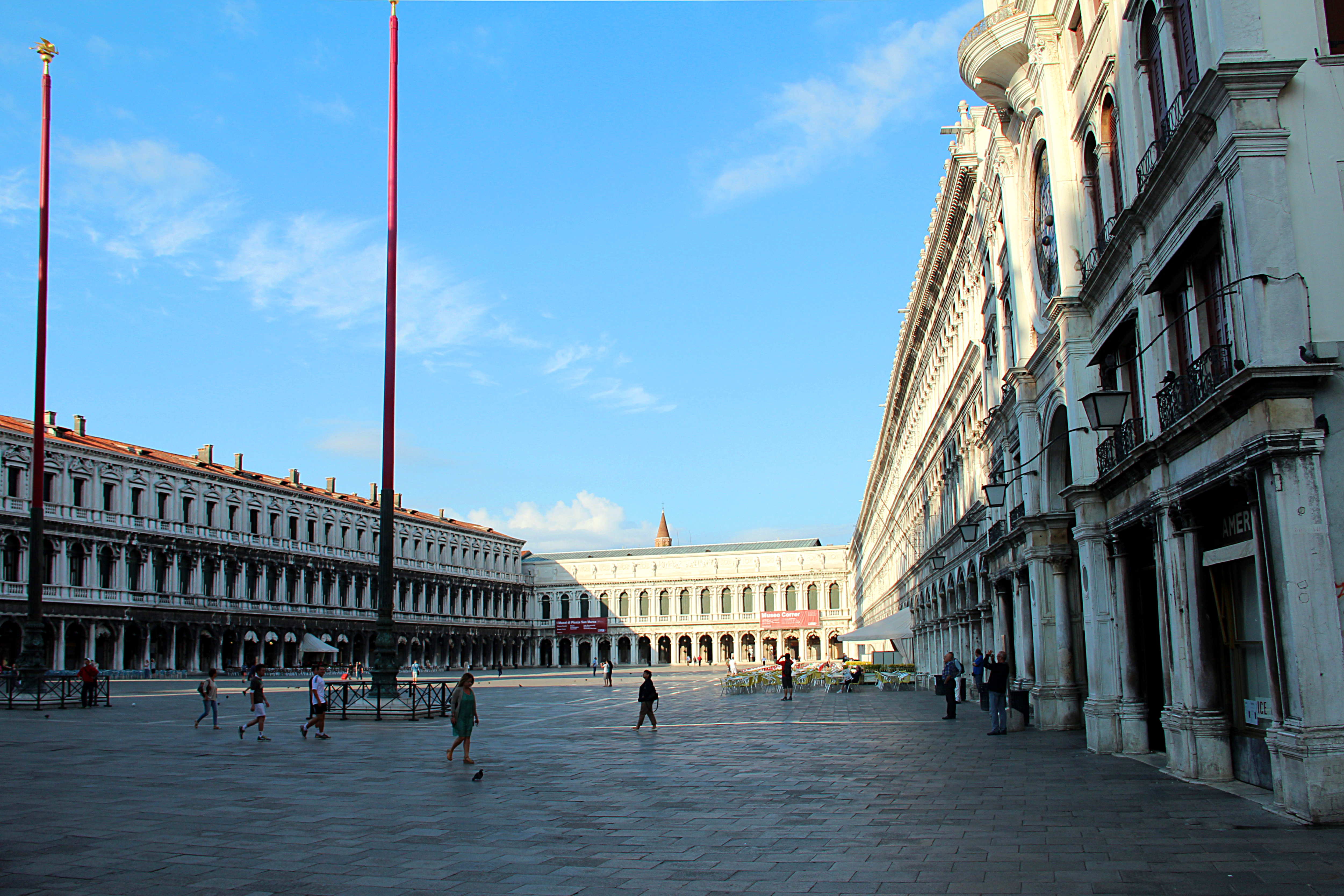
圣马可广场的左侧为新行政官邸大楼，前方为拿破仑翼，右侧为旧行政官邸大楼

行政官邸大楼（Procuratie）是意大利威尼斯圣马可广场上三座相连的历史建筑，最终完成于拿破仑占领时期。它们也与圣马可时钟塔相连。

## 历史
最古老的建筑是旧行政官邸大楼（Procuratie Vecchie），位于广场北侧，为12世纪的两层建筑，16世纪大火后重建为三层建筑。
新行政官邸大楼（Procuratie Nuove）位于广场南侧，始建于1586年，为更严格的古典主义风格，1640年完成。
原本两座建筑在广场西侧都有翼楼，中间被一个小教堂（Chiesa di San Geminiano）分开。大约在1810年，翼楼和教堂被拆除，兴建了第三座建筑：拿破仑翼，为新古典主义风格。在威尼斯共和国结束以后，这里先后住过拿破仑的总督、奥地利总督，然后保留给意大利国王和意大利共和国总统使用，如果他在威尼斯的话。
新旧行政官邸大楼门挨门地开设有古老、著名、昂贵的咖啡馆：油畫咖啡館、弗洛里安咖啡馆（1720年12月29日开业），和拉維納咖啡館（Caffè Lavena）自18世纪中叶就位于同一座楼宇内；后者是理查德·瓦格纳最喜欢的。
今天，拿破仑翼和新行政官邸大楼的一部分设有科雷尔博物馆。